# Família Anoaʻi
A Família Anoaʻi (em samoano ah-noh-AH-_-ee) é uma família de lutadores profissionais originária das Ilhas Samoa. Seus membros têm formado várias duplas e grupos em diversas promoções, especialmente na WWE. Membros famosos incluem Roman Reigns, os membros do Hall da Fama da WWE Rikishi, Yokozuna e os Wild Samoans (Afa e Sika). Outros integrantes notáveis são The Usos (Jey e Jimmy Uso), Umaga, Rosey, Jacob Fatu e Solo Sikoa, entre outros.
Reverend Amituanaʻi Anoaʻi e Peter Maivia eram irmãos de sangue, uma conexão que continuou com os filhos de Amituanaʻi, Afa e Sika, que viam Peter como tio. Peter casou-se com Ofelia "Lia" Fuataga, que já tinha uma filha, Ata, que ele adotou. Ata casou-se com o lutador Rocky Johnson, e juntos tiveram Dwayne Johnson, que lutou como Rocky Maivia e The Rock antes de se tornar ator. A filha de Dwayne, Simone Johnson, atua na WWE como Ava. O primo de Peter, Joseph Fanene, é pai de Savelina Fanene, conhecida como Nia Jax na WWE. Trinity Fatu, conhecida como Naomi, casou-se com Jimmy Uso. Jimmy Snuka está relacionado por casamento, tendo se casado com Sharon Georgi, filha de um chefe samoano que também era irmão de sangue de Peter Maivia e de Reverend Anoaʻi, tornando-a efetivamente sobrinha deles. Os filhos de Jimmy, Sarona Snuka (Tamina) e Jimmy Snuka Jr. (Deuce ou Sim Snuka), também lutaram na WWE. Dwayne Johnson considera Tonga ʻUliʻuli Fifita, conhecido como Haku, seu tio. Os filhos de Tonga, Tama Tonga, Tanga Loa e Hikuleo, e seu primo Bad Luck Fale, já lutaram pela New Japan Pro-Wrestling.
Embora não seja membro da família Anoaʻi, Paul Heyman foi manager de vários deles, incluindo Rikishi e Roman Reigns.

## Árvore genealógica
|               |               |               |               |               |               |  |  |                |                |                |                |                |                |  |  |                           |                           |                           |                           |                           |                           |  |  |                                      |                                      |                                      |                                      |                                      |                                      |  |  |                                    |                                    |                                    |                                    |                                    |                                    |  |  |                                          |                                          | Tovaleomanaia Amituanaʻi (Leoso Ripley) (1920–1988) | Tovaleomanaia Amituanaʻi (Leoso Ripley) (1920–1988) | Tovaleomanaia Amituanaʻi (Leoso Ripley) (1920–1988) | Tovaleomanaia Amituanaʻi (Leoso Ripley) (1920–1988) | Tovaleomanaia Amituanaʻi (Leoso Ripley) (1920–1988) | Tovaleomanaia Amituanaʻi (Leoso Ripley) (1920–1988) |             |             | Amituanaʻi Anoaʻi (1914–1994) | Amituanaʻi Anoaʻi (1914–1994) | Amituanaʻi Anoaʻi (1914–1994) | Amituanaʻi Anoaʻi (1914–1994) | Amituanaʻi Anoaʻi (1914–1994) | Amituanaʻi Anoaʻi (1914–1994) |                                   |                                   |                                   |                                   |                                   |                                   |  |  |                                             |                                             |                                             |                                             |                                             |                                             |  |  |                      |                      |                      |                      |                      |                      |                                |                                |                                |                                |                                |                                |                           |                           |                |                |                       |                       |                       |                       |                       |                       |  |  |                       |                       | Fanene Anderson (Peter Maivia) (1927–1982) | Fanene Anderson (Peter Maivia) (1927–1982) | Fanene Anderson (Peter Maivia) (1927–1982) | Fanene Anderson (Peter Maivia) (1927–1982) | Fanene Anderson (Peter Maivia) (1927–1982) | Fanene Anderson (Peter Maivia) (1927–1982) |                       |                       | Ofelia Fuataga (Lia Maivia) (1931–2008)      | Ofelia Fuataga (Lia Maivia) (1931–2008)      | Ofelia Fuataga (Lia Maivia) (1931–2008)      | Ofelia Fuataga (Lia Maivia) (1931–2008)      | Ofelia Fuataga (Lia Maivia) (1931–2008)      | Ofelia Fuataga (Lia Maivia) (1931–2008)      |                                          |                                          |                                          |                                          |                                          |                                          |                           |                           |                           |                           |                           |                           |                                                                |                                                                |                                                                |                                                                |                                                                |                                                                |                                                                          |                                                                          |                                                                          |                                                                          |                                                                          |                                                                          |                                                                   |                                                                   |                                                                   |                                                                   |                                                   |                                                   |                                                   |                                                   |                                                   |                                                   |
|               |               |               |               |               |               |  |  |                |                |                |                |                |                |  |  |                           |                           |                           |                           |                           |                           |  |  |                                      |                                      |                                      |                                      |                                      |                                      |  |  |                                    |                                    |                                    |                                    |                                    |                                    |  |  |                                          |                                          | Tovaleomanaia Amituanaʻi (Leoso Ripley) (1920–1988) | Tovaleomanaia Amituanaʻi (Leoso Ripley) (1920–1988) | Tovaleomanaia Amituanaʻi (Leoso Ripley) (1920–1988) | Tovaleomanaia Amituanaʻi (Leoso Ripley) (1920–1988) | Tovaleomanaia Amituanaʻi (Leoso Ripley) (1920–1988) | Tovaleomanaia Amituanaʻi (Leoso Ripley) (1920–1988) |             |             | Amituanaʻi Anoaʻi (1914–1994) | Amituanaʻi Anoaʻi (1914–1994) | Amituanaʻi Anoaʻi (1914–1994) | Amituanaʻi Anoaʻi (1914–1994) | Amituanaʻi Anoaʻi (1914–1994) | Amituanaʻi Anoaʻi (1914–1994) |                                   |                                   |                                   |                                   |                                   |                                   |  |  |                                             |                                             |                                             |                                             |                                             |                                             |  |  |                      |                      |                      |                      |                      |                      |                                |                                |                                |                                |                                |                                |                           |                           |                |                |                       |                       |                       |                       |                       |                       |  |  |                       |                       | Fanene Anderson (Peter Maivia) (1927–1982) | Fanene Anderson (Peter Maivia) (1927–1982) | Fanene Anderson (Peter Maivia) (1927–1982) | Fanene Anderson (Peter Maivia) (1927–1982) | Fanene Anderson (Peter Maivia) (1927–1982) | Fanene Anderson (Peter Maivia) (1927–1982) |                       |                       | Ofelia Fuataga (Lia Maivia) (1931–2008)      | Ofelia Fuataga (Lia Maivia) (1931–2008)      | Ofelia Fuataga (Lia Maivia) (1931–2008)      | Ofelia Fuataga (Lia Maivia) (1931–2008)      | Ofelia Fuataga (Lia Maivia) (1931–2008)      | Ofelia Fuataga (Lia Maivia) (1931–2008)      |                                          |                                          |                                          |                                          |                                          |                                          |                           |                           |                           |                           |                           |                           |                                                                |                                                                |                                                                |                                                                |                                                                |                                                                |                                                                          |                                                                          |                                                                          |                                                                          |                                                                          |                                                                          |                                                                   |                                                                   |                                                                   |                                                                   |                                                   |                                                   |                                                   |                                                   |                                                   |                                                   |
|               |               |               |               |               |               |  |  |                |                |                |                |                |                |  |  |                           |                           |                           |                           |                           |                           |  |  |                                      |                                      |                                      |                                      |                                      |                                      |  |  |                                    |                                    |                                    |                                    |                                    |                                    |  |  |                                          |                                          |                                                     |                                                     |                                                     |                                                     |                                                     |                                                     |             |             |                               |                               |                               |                               |                               |                               |                                   |                                   |                                   |                                   |                                   |                                   |  |  |                                             |                                             |                                             |                                             |                                             |                                             |  |  |                      |                      |                      |                      |                      |                      |                                |                                |                                |                                |                                |                                |                           |                           |                |                |                       |                       |                       |                       |                       |                       |  |  |                       |                       |                                            |                                            |                                            |                                            |                                            |                                            |                       |                       |                                              |                                              |                                              |                                              |                                              |                                              |                                          |                                          |                                          |                                          |                                          |                                          |                           |                           |                           |                           |                           |                           |                                                                |                                                                |                                                                |                                                                |                                                                |                                                                |                                                                          |                                                                          |                                                                          |                                                                          |                                                                          |                                                                          |                                                                   |                                                                   |                                                                   |                                                                   |                                                   |                                                   |                                                   |                                                   |                                                   |                                                   |
|               |               |               |               |               |               |  |  |                |                |                |                |                |                |  |  |                           |                           |                           |                           |                           |                           |  |  |                                      |                                      |                                      |                                      |                                      |                                      |  |  |                                    |                                    |                                    |                                    |                                    |                                    |  |  |                                          |                                          |                                                     |                                                     |                                                     |                                                     |                                                     |                                                     |             |             |                               |                               |                               |                               |                               |                               |                                   |                                   |                                   |                                   |                                   |                                   |  |  |                                             |                                             |                                             |                                             |                                             |                                             |  |  |                      |                      |                      |                      |                      |                      |                                |                                |                                |                                |                                |                                |                           |                           |                |                |                       |                       |                       |                       |                       |                       |  |  |                       |                       |                                            |                                            |                                            |                                            |                                            |                                            |                       |                       |                                              |                                              |                                              |                                              |                                              |                                              |                                          |                                          |                                          |                                          |                                          |                                          |                           |                           |                           |                           |                           |                           |                                                                |                                                                |                                                                |                                                                |                                                                |                                                                |                                                                          |                                                                          |                                                                          |                                                                          |                                                                          |                                                                          |                                                                   |                                                                   |                                                                   |                                                                   |                                                   |                                                   |                                                   |                                                   |                                                   |                                                   |
| Lynn Anoaʻi   | Lynn Anoaʻi   | Lynn Anoaʻi   | Lynn Anoaʻi   | Lynn Anoaʻi   | Lynn Anoaʻi   |  |  | Afa Anoaʻi     | Afa Anoaʻi     | Afa Anoaʻi     | Afa Anoaʻi     | Afa Anoaʻi     | Afa Anoaʻi     |  |  | Tumua Anoaʻi              | Tumua Anoaʻi              | Tumua Anoaʻi              | Tumua Anoaʻi              | Tumua Anoaʻi              | Tumua Anoaʻi              |  |  | Afoa Anoaʻi                          | Afoa Anoaʻi                          | Afoa Anoaʻi                          | Afoa Anoaʻi                          | Afoa Anoaʻi                          | Afoa Anoaʻi                          |  |  | Sika Anoaʻi                        | Sika Anoaʻi                        | Sika Anoaʻi                        | Sika Anoaʻi                        | Sika Anoaʻi                        | Sika Anoaʻi                        |  |  | Lisa Anoaʻi Sr.                          | Lisa Anoaʻi Sr.                          | Lisa Anoaʻi Sr.                                     | Lisa Anoaʻi Sr.                                     | Lisa Anoaʻi Sr.                                     | Lisa Anoaʻi Sr.                                     |                                                     |                                                     | Sipa Anoaʻi | Sipa Anoaʻi | Sipa Anoaʻi                   | Sipa Anoaʻi                   | Sipa Anoaʻi                   | Sipa Anoaʻi                   |                               |                               | Elevera Anoaʻi (Vera) (1947–2008) | Elevera Anoaʻi (Vera) (1947–2008) | Elevera Anoaʻi (Vera) (1947–2008) | Elevera Anoaʻi (Vera) (1947–2008) | Elevera Anoaʻi (Vera) (1947–2008) | Elevera Anoaʻi (Vera) (1947–2008) |  |  | Iʻaulualo Folau Solofa Fatu Sr. (1945–2020) | Iʻaulualo Folau Solofa Fatu Sr. (1945–2020) | Iʻaulualo Folau Solofa Fatu Sr. (1945–2020) | Iʻaulualo Folau Solofa Fatu Sr. (1945–2020) | Iʻaulualo Folau Solofa Fatu Sr. (1945–2020) | Iʻaulualo Folau Solofa Fatu Sr. (1945–2020) |  |  |                      |                      |                      |                      |                      |                      |                                |                                |                                |                                |                                |                                |                           |                           |                |                |                       |                       |                       |                       |                       |                       |  |  |                       |                       | Toa Maivia                                 | Toa Maivia                                 | Toa Maivia                                 | Toa Maivia                                 | Toa Maivia                                 | Toa Maivia                                 |                       |                       | Mataniufeagaimaleata Fitisemanu (Ata Maivia) | Mataniufeagaimaleata Fitisemanu (Ata Maivia) | Mataniufeagaimaleata Fitisemanu (Ata Maivia) | Mataniufeagaimaleata Fitisemanu (Ata Maivia) | Mataniufeagaimaleata Fitisemanu (Ata Maivia) | Mataniufeagaimaleata Fitisemanu (Ata Maivia) |                                          |                                          |                                          |                                          |                                          |                                          | Rocky Johnson (1944–2020) | Rocky Johnson (1944–2020) | Rocky Johnson (1944–2020) | Rocky Johnson (1944–2020) | Rocky Johnson (1944–2020) | Rocky Johnson (1944–2020) | Casella "Afa Anoaʻi Sr. (Afa Anoaʻi) (1942–2024)" non definita | Casella "Afa Anoaʻi Sr. (Afa Anoaʻi) (1942–2024)" non definita | Casella "Afa Anoaʻi Sr. (Afa Anoaʻi) (1942–2024)" non definita | Casella "Afa Anoaʻi Sr. (Afa Anoaʻi) (1942–2024)" non definita | Casella "Afa Anoaʻi Sr. (Afa Anoaʻi) (1942–2024)" non definita | Casella "Afa Anoaʻi Sr. (Afa Anoaʻi) (1942–2024)" non definita | Casella "Leati Anoaʻi Amituanaʻi (Sika Anoaʻi) (1945–2024)" non definita | Casella "Leati Anoaʻi Amituanaʻi (Sika Anoaʻi) (1945–2024)" non definita | Casella "Leati Anoaʻi Amituanaʻi (Sika Anoaʻi) (1945–2024)" non definita | Casella "Leati Anoaʻi Amituanaʻi (Sika Anoaʻi) (1945–2024)" non definita | Casella "Leati Anoaʻi Amituanaʻi (Sika Anoaʻi) (1945–2024)" non definita | Casella "Leati Anoaʻi Amituanaʻi (Sika Anoaʻi) (1945–2024)" non definita |                                                                   |                                                                   |                                                                   |                                                                   |                                                   |                                                   |                                                   |                                                   |                                                   |                                                   |
| Lynn Anoaʻi   | Lynn Anoaʻi   | Lynn Anoaʻi   | Lynn Anoaʻi   | Lynn Anoaʻi   | Lynn Anoaʻi   |  |  | Afa Anoaʻi     | Afa Anoaʻi     | Afa Anoaʻi     | Afa Anoaʻi     | Afa Anoaʻi     | Afa Anoaʻi     |  |  | Tumua Anoaʻi              | Tumua Anoaʻi              | Tumua Anoaʻi              | Tumua Anoaʻi              | Tumua Anoaʻi              | Tumua Anoaʻi              |  |  | Afoa Anoaʻi                          | Afoa Anoaʻi                          | Afoa Anoaʻi                          | Afoa Anoaʻi                          | Afoa Anoaʻi                          | Afoa Anoaʻi                          |  |  | Sika Anoaʻi                        | Sika Anoaʻi                        | Sika Anoaʻi                        | Sika Anoaʻi                        | Sika Anoaʻi                        | Sika Anoaʻi                        |  |  | Lisa Anoaʻi Sr.                          | Lisa Anoaʻi Sr.                          | Lisa Anoaʻi Sr.                                     | Lisa Anoaʻi Sr.                                     | Lisa Anoaʻi Sr.                                     | Lisa Anoaʻi Sr.                                     |                                                     |                                                     | Sipa Anoaʻi | Sipa Anoaʻi | Sipa Anoaʻi                   | Sipa Anoaʻi                   | Sipa Anoaʻi                   | Sipa Anoaʻi                   |                               |                               | Elevera Anoaʻi (Vera) (1947–2008) | Elevera Anoaʻi (Vera) (1947–2008) | Elevera Anoaʻi (Vera) (1947–2008) | Elevera Anoaʻi (Vera) (1947–2008) | Elevera Anoaʻi (Vera) (1947–2008) | Elevera Anoaʻi (Vera) (1947–2008) |  |  | Iʻaulualo Folau Solofa Fatu Sr. (1945–2020) | Iʻaulualo Folau Solofa Fatu Sr. (1945–2020) | Iʻaulualo Folau Solofa Fatu Sr. (1945–2020) | Iʻaulualo Folau Solofa Fatu Sr. (1945–2020) | Iʻaulualo Folau Solofa Fatu Sr. (1945–2020) | Iʻaulualo Folau Solofa Fatu Sr. (1945–2020) |  |  |                      |                      |                      |                      |                      |                      |                                |                                |                                |                                |                                |                                |                           |                           |                |                |                       |                       |                       |                       |                       |                       |  |  |                       |                       | Toa Maivia                                 | Toa Maivia                                 | Toa Maivia                                 | Toa Maivia                                 | Toa Maivia                                 | Toa Maivia                                 |                       |                       | Mataniufeagaimaleata Fitisemanu (Ata Maivia) | Mataniufeagaimaleata Fitisemanu (Ata Maivia) | Mataniufeagaimaleata Fitisemanu (Ata Maivia) | Mataniufeagaimaleata Fitisemanu (Ata Maivia) | Mataniufeagaimaleata Fitisemanu (Ata Maivia) | Mataniufeagaimaleata Fitisemanu (Ata Maivia) |                                          |                                          |                                          |                                          |                                          |                                          | Rocky Johnson (1944–2020) | Rocky Johnson (1944–2020) | Rocky Johnson (1944–2020) | Rocky Johnson (1944–2020) | Rocky Johnson (1944–2020) | Rocky Johnson (1944–2020) | Casella "Afa Anoaʻi Sr. (Afa Anoaʻi) (1942–2024)" non definita | Casella "Afa Anoaʻi Sr. (Afa Anoaʻi) (1942–2024)" non definita | Casella "Afa Anoaʻi Sr. (Afa Anoaʻi) (1942–2024)" non definita | Casella "Afa Anoaʻi Sr. (Afa Anoaʻi) (1942–2024)" non definita | Casella "Afa Anoaʻi Sr. (Afa Anoaʻi) (1942–2024)" non definita | Casella "Afa Anoaʻi Sr. (Afa Anoaʻi) (1942–2024)" non definita | Casella "Leati Anoaʻi Amituanaʻi (Sika Anoaʻi) (1945–2024)" non definita | Casella "Leati Anoaʻi Amituanaʻi (Sika Anoaʻi) (1945–2024)" non definita | Casella "Leati Anoaʻi Amituanaʻi (Sika Anoaʻi) (1945–2024)" non definita | Casella "Leati Anoaʻi Amituanaʻi (Sika Anoaʻi) (1945–2024)" non definita | Casella "Leati Anoaʻi Amituanaʻi (Sika Anoaʻi) (1945–2024)" non definita | Casella "Leati Anoaʻi Amituanaʻi (Sika Anoaʻi) (1945–2024)" non definita |                                                                   |                                                                   |                                                                   |                                                                   |                                                   |                                                   |                                                   |                                                   |                                                   |                                                   |
|               |               |               |               |               |               |  |  |                |                |                |                |                |                |  |  |                           |                           |                           |                           |                           |                           |  |  |                                      |                                      |                                      |                                      |                                      |                                      |  |  |                                    |                                    |                                    |                                    |                                    |                                    |  |  |                                          |                                          |                                                     |                                                     |                                                     |                                                     |                                                     |                                                     |             |             |                               |                               |                               |                               |                               |                               |                                   |                                   |                                   |                                   |                                   |                                   |  |  |                                             |                                             |                                             |                                             |                                             |                                             |  |  |                      |                      |                      |                      |                      |                      |                                |                                |                                |                                |                                |                                |                           |                           |                |                |                       |                       |                       |                       |                       |                       |  |  |                       |                       |                                            |                                            |                                            |                                            |                                            |                                            |                       |                       |                                              |                                              |                                              |                                              |                                              |                                              |                                          |                                          |                                          |                                          |                                          |                                          |                           |                           |                           |                           |                           |                           |                                                                |                                                                |                                                                |                                                                |                                                                |                                                                |                                                                          |                                                                          |                                                                          |                                                                          |                                                                          |                                                                          |                                                                   |                                                                   |                                                                   |                                                                   |                                                   |                                                   |                                                   |                                                   |                                                   |                                                   |
|               |               |               |               |               |               |  |  |                |                |                |                |                |                |  |  |                           |                           |                           |                           |                           |                           |  |  |                                      |                                      |                                      |                                      |                                      |                                      |  |  |                                    |                                    |                                    |                                    |                                    |                                    |  |  |                                          |                                          |                                                     |                                                     |                                                     |                                                     |                                                     |                                                     |             |             |                               |                               |                               |                               |                               |                               |                                   |                                   |                                   |                                   |                                   |                                   |  |  |                                             |                                             |                                             |                                             |                                             |                                             |  |  |                      |                      |                      |                      |                      |                      |                                |                                |                                |                                |                                |                                |                           |                           |                |                |                       |                       |                       |                       |                       |                       |  |  |                       |                       |                                            |                                            |                                            |                                            |                                            |                                            |                       |                       |                                              |                                              |                                              |                                              |                                              |                                              |                                          |                                          |                                          |                                          |                                          |                                          |                           |                           |                           |                           |                           |                           |                                                                |                                                                |                                                                |                                                                |                                                                |                                                                |                                                                          |                                                                          |                                                                          |                                                                          |                                                                          |                                                                          |                                                                   |                                                                   |                                                                   |                                                                   |                                                   |                                                   |                                                   |                                                   |                                                   |                                                   |
|               |               |               |               |               |               |  |  |                |                |                |                |                |                |  |  | Reno Anoaʻi (Black Pearl) | Reno Anoaʻi (Black Pearl) | Reno Anoaʻi (Black Pearl) | Reno Anoaʻi (Black Pearl) | Reno Anoaʻi (Black Pearl) | Reno Anoaʻi (Black Pearl) |  |  | Rodney Anoaʻi (Yokozuna) (1966–2000) | Rodney Anoaʻi (Yokozuna) (1966–2000) | Rodney Anoaʻi (Yokozuna) (1966–2000) | Rodney Anoaʻi (Yokozuna) (1966–2000) | Rodney Anoaʻi (Yokozuna) (1966–2000) | Rodney Anoaʻi (Yokozuna) (1966–2000) |  |  | Matthew Anoaʻi (Rosey) (1970–2017) | Matthew Anoaʻi (Rosey) (1970–2017) | Matthew Anoaʻi (Rosey) (1970–2017) | Matthew Anoaʻi (Rosey) (1970–2017) | Matthew Anoaʻi (Rosey) (1970–2017) | Matthew Anoaʻi (Rosey) (1970–2017) |  |  | Leati Joseph "Joe" Anoa'i (Roman Reigns) | Leati Joseph "Joe" Anoa'i (Roman Reigns) | Leati Joseph "Joe" Anoa'i (Roman Reigns)            | Leati Joseph "Joe" Anoa'i (Roman Reigns)            | Leati Joseph "Joe" Anoa'i (Roman Reigns)            | Leati Joseph "Joe" Anoa'i (Roman Reigns)            |                                                     |                                                     |             |             |                               |                               | Sam Fatu                      | Sam Fatu                      | Sam Fatu                      | Sam Fatu                      | Sam Fatu                          | Sam Fatu                          |                                   |                                   |                                   |                                   |  |  | Edward Fatu (Umaga/Jamal) (1973–2009)       | Edward Fatu (Umaga/Jamal) (1973–2009)       | Edward Fatu (Umaga/Jamal) (1973–2009)       | Edward Fatu (Umaga/Jamal) (1973–2009)       | Edward Fatu (Umaga/Jamal) (1973–2009)       | Edward Fatu (Umaga/Jamal) (1973–2009)       |  |  |                      |                      |                      |                      |                      |                      | Solofa Fatu Jr. (Rikishi/Fatu) | Solofa Fatu Jr. (Rikishi/Fatu) | Solofa Fatu Jr. (Rikishi/Fatu) | Solofa Fatu Jr. (Rikishi/Fatu) | Solofa Fatu Jr. (Rikishi/Fatu) | Solofa Fatu Jr. (Rikishi/Fatu) |                           |                           | Talisua Fuavai | Talisua Fuavai | Talisua Fuavai        | Talisua Fuavai        | Talisua Fuavai        | Talisua Fuavai        |                       |                       |  |  |                       |                       |                                            |                                            |                                            |                                            |                                            |                                            |                       |                       |                                              |                                              |                                              |                                              |                                              |                                              | Dwayne Johnson (Rocky Maivia/The Rock)   | Dwayne Johnson (Rocky Maivia/The Rock)   | Dwayne Johnson (Rocky Maivia/The Rock)   | Dwayne Johnson (Rocky Maivia/The Rock)   | Dwayne Johnson (Rocky Maivia/The Rock)   | Dwayne Johnson (Rocky Maivia/The Rock)   |                           |                           |                           |                           |                           |                           |                                                                |                                                                | Dany Garcia                                                    | Dany Garcia                                                    | Dany Garcia                                                    | Dany Garcia                                                    | Dany Garcia                                                              | Dany Garcia                                                              |                                                                          |                                                                          | Casella "Samuel Fatu (Samoan Savage/Tonga Kid/Tama)" non definita        | Casella "Samuel Fatu (Samoan Savage/Tonga Kid/Tama)" non definita        | Casella "Samuel Fatu (Samoan Savage/Tonga Kid/Tama)" non definita | Casella "Samuel Fatu (Samoan Savage/Tonga Kid/Tama)" non definita | Casella "Samuel Fatu (Samoan Savage/Tonga Kid/Tama)" non definita | Casella "Samuel Fatu (Samoan Savage/Tonga Kid/Tama)" non definita |                                                   |                                                   |                                                   |                                                   |                                                   |                                                   |
|               |               |               |               |               |               |  |  |                |                |                |                |                |                |  |  | Reno Anoaʻi (Black Pearl) | Reno Anoaʻi (Black Pearl) | Reno Anoaʻi (Black Pearl) | Reno Anoaʻi (Black Pearl) | Reno Anoaʻi (Black Pearl) | Reno Anoaʻi (Black Pearl) |  |  | Rodney Anoaʻi (Yokozuna) (1966–2000) | Rodney Anoaʻi (Yokozuna) (1966–2000) | Rodney Anoaʻi (Yokozuna) (1966–2000) | Rodney Anoaʻi (Yokozuna) (1966–2000) | Rodney Anoaʻi (Yokozuna) (1966–2000) | Rodney Anoaʻi (Yokozuna) (1966–2000) |  |  | Matthew Anoaʻi (Rosey) (1970–2017) | Matthew Anoaʻi (Rosey) (1970–2017) | Matthew Anoaʻi (Rosey) (1970–2017) | Matthew Anoaʻi (Rosey) (1970–2017) | Matthew Anoaʻi (Rosey) (1970–2017) | Matthew Anoaʻi (Rosey) (1970–2017) |  |  | Leati Joseph "Joe" Anoa'i (Roman Reigns) | Leati Joseph "Joe" Anoa'i (Roman Reigns) | Leati Joseph "Joe" Anoa'i (Roman Reigns)            | Leati Joseph "Joe" Anoa'i (Roman Reigns)            | Leati Joseph "Joe" Anoa'i (Roman Reigns)            | Leati Joseph "Joe" Anoa'i (Roman Reigns)            |                                                     |                                                     |             |             |                               |                               | Sam Fatu                      | Sam Fatu                      | Sam Fatu                      | Sam Fatu                      | Sam Fatu                          | Sam Fatu                          |                                   |                                   |                                   |                                   |  |  | Edward Fatu (Umaga/Jamal) (1973–2009)       | Edward Fatu (Umaga/Jamal) (1973–2009)       | Edward Fatu (Umaga/Jamal) (1973–2009)       | Edward Fatu (Umaga/Jamal) (1973–2009)       | Edward Fatu (Umaga/Jamal) (1973–2009)       | Edward Fatu (Umaga/Jamal) (1973–2009)       |  |  |                      |                      |                      |                      |                      |                      | Solofa Fatu Jr. (Rikishi/Fatu) | Solofa Fatu Jr. (Rikishi/Fatu) | Solofa Fatu Jr. (Rikishi/Fatu) | Solofa Fatu Jr. (Rikishi/Fatu) | Solofa Fatu Jr. (Rikishi/Fatu) | Solofa Fatu Jr. (Rikishi/Fatu) |                           |                           | Talisua Fuavai | Talisua Fuavai | Talisua Fuavai        | Talisua Fuavai        | Talisua Fuavai        | Talisua Fuavai        |                       |                       |  |  |                       |                       |                                            |                                            |                                            |                                            |                                            |                                            |                       |                       |                                              |                                              |                                              |                                              |                                              |                                              | Dwayne Johnson (Rocky Maivia/The Rock)   | Dwayne Johnson (Rocky Maivia/The Rock)   | Dwayne Johnson (Rocky Maivia/The Rock)   | Dwayne Johnson (Rocky Maivia/The Rock)   | Dwayne Johnson (Rocky Maivia/The Rock)   | Dwayne Johnson (Rocky Maivia/The Rock)   |                           |                           |                           |                           |                           |                           |                                                                |                                                                | Dany Garcia                                                    | Dany Garcia                                                    | Dany Garcia                                                    | Dany Garcia                                                    | Dany Garcia                                                              | Dany Garcia                                                              |                                                                          |                                                                          | Casella "Samuel Fatu (Samoan Savage/Tonga Kid/Tama)" non definita        | Casella "Samuel Fatu (Samoan Savage/Tonga Kid/Tama)" non definita        | Casella "Samuel Fatu (Samoan Savage/Tonga Kid/Tama)" non definita | Casella "Samuel Fatu (Samoan Savage/Tonga Kid/Tama)" non definita | Casella "Samuel Fatu (Samoan Savage/Tonga Kid/Tama)" non definita | Casella "Samuel Fatu (Samoan Savage/Tonga Kid/Tama)" non definita |                                                   |                                                   |                                                   |                                                   |                                                   |                                                   |
|               |               |               |               |               |               |  |  |                |                |                |                |                |                |  |  |                           |                           |                           |                           |                           |                           |  |  |                                      |                                      |                                      |                                      |                                      |                                      |  |  |                                    |                                    |                                    |                                    |                                    |                                    |  |  |                                          |                                          |                                                     |                                                     |                                                     |                                                     |                                                     |                                                     |             |             |                               |                               |                               |                               |                               |                               |                                   |                                   |                                   |                                   |                                   |                                   |  |  |                                             |                                             |                                             |                                             |                                             |                                             |  |  |                      |                      |                      |                      |                      |                      |                                |                                |                                |                                |                                |                                |                           |                           |                |                |                       |                       |                       |                       |                       |                       |  |  |                       |                       |                                            |                                            |                                            |                                            |                                            |                                            |                       |                       |                                              |                                              |                                              |                                              |                                              |                                              |                                          |                                          |                                          |                                          |                                          |                                          |                           |                           |                           |                           |                           |                           |                                                                |                                                                |                                                                |                                                                |                                                                |                                                                |                                                                          |                                                                          |                                                                          |                                                                          |                                                                          |                                                                          |                                                                   |                                                                   |                                                                   |                                                                   |                                                   |                                                   |                                                   |                                                   |                                                   |                                                   |
|               |               |               |               |               |               |  |  |                |                |                |                |                |                |  |  |                           |                           |                           |                           |                           |                           |  |  |                                      |                                      |                                      |                                      |                                      |                                      |  |  |                                    |                                    |                                    |                                    |                                    |                                    |  |  |                                          |                                          |                                                     |                                                     |                                                     |                                                     |                                                     |                                                     |             |             |                               |                               |                               |                               |                               |                               |                                   |                                   |                                   |                                   |                                   |                                   |  |  |                                             |                                             |                                             |                                             |                                             |                                             |  |  |                      |                      |                      |                      |                      |                      |                                |                                |                                |                                |                                |                                |                           |                           |                |                |                       |                       |                       |                       |                       |                       |  |  |                       |                       |                                            |                                            |                                            |                                            |                                            |                                            |                       |                       |                                              |                                              |                                              |                                              |                                              |                                              |                                          |                                          |                                          |                                          |                                          |                                          |                           |                           |                           |                           |                           |                           |                                                                |                                                                |                                                                |                                                                |                                                                |                                                                |                                                                          |                                                                          |                                                                          |                                                                          |                                                                          |                                                                          |                                                                   |                                                                   |                                                                   |                                                                   |                                                   |                                                   |                                                   |                                                   |                                                   |                                                   |
| Samula Anoaʻi | Samula Anoaʻi | Samula Anoaʻi | Samula Anoaʻi | Samula Anoaʻi | Samula Anoaʻi |  |  | Afa Anoa'i Jr. | Afa Anoa'i Jr. | Afa Anoa'i Jr. | Afa Anoa'i Jr. | Afa Anoa'i Jr. | Afa Anoa'i Jr. |  |  | Bernadette Anoaʻi-Shroyer | Bernadette Anoaʻi-Shroyer | Bernadette Anoaʻi-Shroyer | Bernadette Anoaʻi-Shroyer | Bernadette Anoaʻi-Shroyer | Bernadette Anoaʻi-Shroyer |  |  | Lloyd Anoaʻi                         | Lloyd Anoaʻi                         | Lloyd Anoaʻi                         | Lloyd Anoaʻi                         | Lloyd Anoaʻi                         | Lloyd Anoaʻi                         |  |  | Monica Anoaʻi                      | Monica Anoaʻi                      | Monica Anoaʻi                      | Monica Anoaʻi                      | Monica Anoaʻi                      | Monica Anoaʻi                      |  |  | Gary Albright (1963–2000)                | Gary Albright (1963–2000)                | Gary Albright (1963–2000)                           | Gary Albright (1963–2000)                           | Gary Albright (1963–2000)                           | Gary Albright (1963–2000)                           |                                                     |                                                     | Jacob Fatu  | Jacob Fatu  | Jacob Fatu                    | Jacob Fatu                    | Jacob Fatu                    | Jacob Fatu                    |                               |                               | Joella Anoa’i                     | Joella Anoa’i                     | Joella Anoa’i                     | Joella Anoa’i                     | Joella Anoa’i                     | Joella Anoa’i                     |  |  | Isayah Fatu (Zilla Fatu)                    | Isayah Fatu (Zilla Fatu)                    | Isayah Fatu (Zilla Fatu)                    | Isayah Fatu (Zilla Fatu)                    | Isayah Fatu (Zilla Fatu)                    | Isayah Fatu (Zilla Fatu)                    |  |  | Trinity Fatu (Naomi) | Trinity Fatu (Naomi) | Trinity Fatu (Naomi) | Trinity Fatu (Naomi) | Trinity Fatu (Naomi) | Trinity Fatu (Naomi) |                                |                                | Jonathan Fatu (Jimmy Uso)      | Jonathan Fatu (Jimmy Uso)      | Jonathan Fatu (Jimmy Uso)      | Jonathan Fatu (Jimmy Uso)      | Jonathan Fatu (Jimmy Uso) | Jonathan Fatu (Jimmy Uso) |                |                | Joshua Fatu (Jey Uso) | Joshua Fatu (Jey Uso) | Joshua Fatu (Jey Uso) | Joshua Fatu (Jey Uso) | Joshua Fatu (Jey Uso) | Joshua Fatu (Jey Uso) |  |  | Thavana Monalisa Fatu | Thavana Monalisa Fatu | Thavana Monalisa Fatu                      | Thavana Monalisa Fatu                      | Thavana Monalisa Fatu                      | Thavana Monalisa Fatu                      |                                            |                                            | Jeremiah Peniata Fatu | Jeremiah Peniata Fatu | Jeremiah Peniata Fatu                        | Jeremiah Peniata Fatu                        | Jeremiah Peniata Fatu                        | Jeremiah Peniata Fatu                        |                                              |                                              | Joseph Yokozuna "Sefa" Fatu (Solo Sikoa) | Joseph Yokozuna "Sefa" Fatu (Solo Sikoa) | Joseph Yokozuna "Sefa" Fatu (Solo Sikoa) | Joseph Yokozuna "Sefa" Fatu (Solo Sikoa) | Joseph Yokozuna "Sefa" Fatu (Solo Sikoa) | Joseph Yokozuna "Sefa" Fatu (Solo Sikoa) |                           |                           | Simone Johnson (Ava)      | Simone Johnson (Ava)      | Simone Johnson (Ava)      | Simone Johnson (Ava)      | Simone Johnson (Ava)                                           | Simone Johnson (Ava)                                           |                                                                |                                                                | Casella "Samula Anoaʻi (Samu)" non definita                    | Casella "Samula Anoaʻi (Samu)" non definita                    | Casella "Samula Anoaʻi (Samu)" non definita                              | Casella "Samula Anoaʻi (Samu)" non definita                              | Casella "Samula Anoaʻi (Samu)" non definita                              | Casella "Samula Anoaʻi (Samu)" non definita                              | Casella "Afa Anoaʻi Jr. (Manu)" non definita                             | Casella "Afa Anoaʻi Jr. (Manu)" non definita                             | Casella "Afa Anoaʻi Jr. (Manu)" non definita                      | Casella "Afa Anoaʻi Jr. (Manu)" non definita                      | Casella "Afa Anoaʻi Jr. (Manu)" non definita                      | Casella "Afa Anoaʻi Jr. (Manu)" non definita                      | Casella "Lloyd Anoa'i (L.A. Smooth)" non definita | Casella "Lloyd Anoa'i (L.A. Smooth)" non definita | Casella "Lloyd Anoa'i (L.A. Smooth)" non definita | Casella "Lloyd Anoa'i (L.A. Smooth)" non definita | Casella "Lloyd Anoa'i (L.A. Smooth)" non definita | Casella "Lloyd Anoa'i (L.A. Smooth)" non definita |
| Samula Anoaʻi | Samula Anoaʻi | Samula Anoaʻi | Samula Anoaʻi | Samula Anoaʻi | Samula Anoaʻi |  |  | Afa Anoa'i Jr. | Afa Anoa'i Jr. | Afa Anoa'i Jr. | Afa Anoa'i Jr. | Afa Anoa'i Jr. | Afa Anoa'i Jr. |  |  | Bernadette Anoaʻi-Shroyer | Bernadette Anoaʻi-Shroyer | Bernadette Anoaʻi-Shroyer | Bernadette Anoaʻi-Shroyer | Bernadette Anoaʻi-Shroyer | Bernadette Anoaʻi-Shroyer |  |  | Lloyd Anoaʻi                         | Lloyd Anoaʻi                         | Lloyd Anoaʻi                         | Lloyd Anoaʻi                         | Lloyd Anoaʻi                         | Lloyd Anoaʻi                         |  |  | Monica Anoaʻi                      | Monica Anoaʻi                      | Monica Anoaʻi                      | Monica Anoaʻi                      | Monica Anoaʻi                      | Monica Anoaʻi                      |  |  | Gary Albright (1963–2000)                | Gary Albright (1963–2000)                | Gary Albright (1963–2000)                           | Gary Albright (1963–2000)                           | Gary Albright (1963–2000)                           | Gary Albright (1963–2000)                           |                                                     |                                                     | Jacob Fatu  | Jacob Fatu  | Jacob Fatu                    | Jacob Fatu                    | Jacob Fatu                    | Jacob Fatu                    |                               |                               | Joella Anoa’i                     | Joella Anoa’i                     | Joella Anoa’i                     | Joella Anoa’i                     | Joella Anoa’i                     | Joella Anoa’i                     |  |  | Isayah Fatu (Zilla Fatu)                    | Isayah Fatu (Zilla Fatu)                    | Isayah Fatu (Zilla Fatu)                    | Isayah Fatu (Zilla Fatu)                    | Isayah Fatu (Zilla Fatu)                    | Isayah Fatu (Zilla Fatu)                    |  |  | Trinity Fatu (Naomi) | Trinity Fatu (Naomi) | Trinity Fatu (Naomi) | Trinity Fatu (Naomi) | Trinity Fatu (Naomi) | Trinity Fatu (Naomi) |                                |                                | Jonathan Fatu (Jimmy Uso)      | Jonathan Fatu (Jimmy Uso)      | Jonathan Fatu (Jimmy Uso)      | Jonathan Fatu (Jimmy Uso)      | Jonathan Fatu (Jimmy Uso) | Jonathan Fatu (Jimmy Uso) |                |                | Joshua Fatu (Jey Uso) | Joshua Fatu (Jey Uso) | Joshua Fatu (Jey Uso) | Joshua Fatu (Jey Uso) | Joshua Fatu (Jey Uso) | Joshua Fatu (Jey Uso) |  |  | Thavana Monalisa Fatu | Thavana Monalisa Fatu | Thavana Monalisa Fatu                      | Thavana Monalisa Fatu                      | Thavana Monalisa Fatu                      | Thavana Monalisa Fatu                      |                                            |                                            | Jeremiah Peniata Fatu | Jeremiah Peniata Fatu | Jeremiah Peniata Fatu                        | Jeremiah Peniata Fatu                        | Jeremiah Peniata Fatu                        | Jeremiah Peniata Fatu                        |                                              |                                              | Joseph Yokozuna "Sefa" Fatu (Solo Sikoa) | Joseph Yokozuna "Sefa" Fatu (Solo Sikoa) | Joseph Yokozuna "Sefa" Fatu (Solo Sikoa) | Joseph Yokozuna "Sefa" Fatu (Solo Sikoa) | Joseph Yokozuna "Sefa" Fatu (Solo Sikoa) | Joseph Yokozuna "Sefa" Fatu (Solo Sikoa) |                           |                           | Simone Johnson (Ava)      | Simone Johnson (Ava)      | Simone Johnson (Ava)      | Simone Johnson (Ava)      | Simone Johnson (Ava)                                           | Simone Johnson (Ava)                                           |                                                                |                                                                | Casella "Samula Anoaʻi (Samu)" non definita                    | Casella "Samula Anoaʻi (Samu)" non definita                    | Casella "Samula Anoaʻi (Samu)" non definita                              | Casella "Samula Anoaʻi (Samu)" non definita                              | Casella "Samula Anoaʻi (Samu)" non definita                              | Casella "Samula Anoaʻi (Samu)" non definita                              | Casella "Afa Anoaʻi Jr. (Manu)" non definita                             | Casella "Afa Anoaʻi Jr. (Manu)" non definita                             | Casella "Afa Anoaʻi Jr. (Manu)" non definita                      | Casella "Afa Anoaʻi Jr. (Manu)" non definita                      | Casella "Afa Anoaʻi Jr. (Manu)" non definita                      | Casella "Afa Anoaʻi Jr. (Manu)" non definita                      | Casella "Lloyd Anoa'i (L.A. Smooth)" non definita | Casella "Lloyd Anoa'i (L.A. Smooth)" non definita | Casella "Lloyd Anoa'i (L.A. Smooth)" non definita | Casella "Lloyd Anoa'i (L.A. Smooth)" non definita | Casella "Lloyd Anoa'i (L.A. Smooth)" non definita | Casella "Lloyd Anoa'i (L.A. Smooth)" non definita |
|               |               |               |               |               |               |  |  |                |                |                |                |                |                |  |  |                           |                           |                           |                           |                           |                           |  |  |                                      |                                      |                                      |                                      |                                      |                                      |  |  |                                    |                                    |                                    |                                    |                                    |                                    |  |  |                                          |                                          |                                                     |                                                     |                                                     |                                                     |                                                     |                                                     |             |             |                               |                               |                               |                               |                               |                               |                                   |                                   |                                   |                                   |                                   |                                   |  |  |                                             |                                             |                                             |                                             |                                             |                                             |  |  |                      |                      |                      |                      |                      |                      |                                |                                |                                |                                |                                |                                |                           |                           |                |                |                       |                       |                       |                       |                       |                       |  |  |                       |                       |                                            |                                            |                                            |                                            |                                            |                                            |                       |                       |                                              |                                              |                                              |                                              |                                              |                                              |                                          |                                          |                                          |                                          |                                          |                                          |                           |                           |                           |                           |                           |                           |                                                                |                                                                |                                                                |                                                                |                                                                |                                                                |                                                                          |                                                                          |                                                                          |                                                                          |                                                                          |                                                                          |                                                                   |                                                                   |                                                                   |                                                                   |                                                   |                                                   |                                                   |                                                   |                                                   |                                                   |
|               |               |               |               |               |               |  |  |                |                |                |                |                |                |  |  |                           |                           |                           |                           |                           |                           |  |  |                                      |                                      |                                      |                                      |                                      |                                      |  |  |                                    |                                    |                                    |                                    |                                    |                                    |  |  |                                          |                                          |                                                     |                                                     |                                                     |                                                     |                                                     |                                                     |             |             |                               |                               |                               |                               |                               |                               |                                   |                                   |                                   |                                   |                                   |                                   |  |  |                                             |                                             |                                             |                                             |                                             |                                             |  |  |                      |                      |                      |                      |                      |                      |                                |                                |                                |                                |                                |                                |                           |                           |                |                |                       |                       |                       |                       |                       |                       |  |  |                       |                       |                                            |                                            |                                            |                                            |                                            |                                            |                       |                       |                                              |                                              |                                              |                                              |                                              |                                              |                                          |                                          |                                          |                                          |                                          |                                          |                           |                           |                           |                           |                           |                           |                                                                |                                                                |                                                                |                                                                |                                                                |                                                                |                                                                          |                                                                          |                                                                          |                                                                          |                                                                          |                                                                          |                                                                   |                                                                   |                                                                   |                                                                   |                                                   |                                                   |                                                   |                                                   |                                                   |                                                   |
|               |               |               |               | Lance Anoa'i  |               |  |  |                |                |                |                |                |                |  |  |                           |                           |                           |                           |                           |                           |  |  |                                      |                                      |                                      |                                      |                                      |                                      |  |  |                                    |                                    |                                    |                                    |                                    |                                    |  |  |                                          |                                          |                                                     |                                                     |                                                     |                                                     |                                                     |                                                     |             |             |                               |                               |                               |                               |                               |                               |                                   |                                   |                                   |                                   |                                   |                                   |  |  |                                             |                                             |                                             |                                             |                                             |                                             |  |  |                      |                      |                      |                      |                      |                      |                                |                                |                                |                                |                                |                                |                           |                           |                |                |                       |                       |                       |                       |                       |                       |  |  |                       |                       |                                            |                                            |                                            |                                            |                                            |                                            |                       |                       |                                              |                                              |                                              |                                              |                                              |                                              |                                          |                                          |                                          |                                          |                                          |                                          |                           |                           |                           |                           |                           |                           |                                                                |                                                                |                                                                |                                                                |                                                                |                                                                |                                                                          |                                                                          |                                                                          |                                                                          |                                                                          |                                                                          |                                                                   |                                                                   |                                                                   |                                                                   |                                                   |                                                   |                                                   |                                                   |                                                   |                                                   |

## Outros membros
Peter Maivia Jr., filho de Peter Maivia, lutou pela NWA Polynesian Pro Wrestling. O dublê de Hollywood Tanoai Reed (conhecido como Toa no American Gladiators) é o sobrinho-neto da esposa de Peter, Lia Maivia, enquanto a lutadora profissional Lina Fanene (Nia Jax) é prima de Dwayne Johnson em segundo grau. Ricky Johnson, irmão de Rocky Johnson, também foi um lutador profissional..
A filha de Dwayne Johnson, Simone, atua na marca de desenvolvimento da WWE, NXT, como Ava (abreviação de seu nome anterior, Ava Raine), e é a gerente geral do NXT. A filha de Afa Anoaʻi, Lynn Toval Anoaʻi (Vale Anoaʻi), é autora e artista. O marido de Vale luta pela World Xtreme Wrestling como Vertigo "The Cure" Rivera.
Journey Fatu, filho de Sam Fatu, luta principalmente em deathmatches.
Isayah Fatu (Zilla Fatu), filho do falecido Eddie "Umaga" Fatu, luta na Reality of Wrestling de Booker T.
Thamiko T. Fatu, filho de Rikishi, luta no circuito independente.
Sean Maluta, sobrinho de Afa, participou do torneio Cruiserweight Classic da WWE. David Tua, também sobrinho de Afa, é um boxeador profissional.
Jimmy Snuka era membro da família Anoaʻi por meio de seu casamento com Sharon Ili. Seus dois filhos, Jimmy Snuka Jr. (conhecido como Deuce) e Tamina Snuka, também lutaram na WWE.
A filha de Roman Reigns é Joelle Anoaʻi, nascida em 14 de dezembro de 2008.
Rosey teve dois filhos, uma filha chamada Madison e um filho chamado Koa.

## Duplas e grupos

### 3-Minute Warning
Na WWE de 2002 a 2003, Matt Anoa'i e Eddie Fatu formaram uma dupla usando os nomes Rosey e Jamal, respectivamente. O 3-Minute Warning atuava como os "enforcers" do gerente geral da marca Raw, Eric Bischoff. A equipe era usada para interromper qualquer atividade no ringue que Bischoff considerasse "entediantes". Ele costumava anunciar as entradas surpresa da equipe ao dizer a frase "três minutos".

### Samoan Gangstas
Os Samoan Gangstas foram uma dupla na promoção independente World Xtreme Wrestling (WXW), composta por membros da família Anoaʻi.
Os Samoan Gangstas eram uma dupla formada pelos irmãos de outra mãe, Matt E. Smalls e Sweet Sammy Silk (Matt e Samu Anoaʻi). A dupla foi criada em 1997 na WXW, a promoção de um dos membros dos Wild Samoans, Afa Anoaʻi, que é pai de Samu e tio de Matt. O duo teve sucesso na divisão de duplas da WXW. Em 24 de junho, venceram seu primeiro Campeonato de Duplas da WXW ao derrotar a Love Connection (Sweet Daddy Jay Love e Georgie Love). No entanto, foram suspensos temporariamente e o título foi declarado vago. Matt foi reformulado como Matty Smalls. Eles retornaram no verão de 1997 e, em 17 de setembro, derrotaram o Siberian Express (The Mad Russian e Russian Eliminator) para conquistar seu segundo Campeonato de Duplas da WXW.
Os problemas começaram entre Smalls e Smooth, e os dois parceiros começaram uma rivalidade que os impediu de se concentrar no título de duplas. Em 27 de março de 1998, Smooth derrotou Smalls em uma luta "Loser Leaves Town", forçando Smalls a deixar a promoção. Enquanto isso, Smooth focou em sua carreira solo. Após um tempo, Smalls retornou à WXW e os dois se reuniram novamente como Samoan Gangstas, voltando a competir na divisão de duplas. Eles rivalizaram com várias duplas na WXW, focando em recuperar o Campeonato de Duplas da WXW. No entanto, devido a desavenças familiares e problemas pessoais, não participaram do torneio pelo título vago, continuando a se enfrentar entre si. A rivalidade entre Samoan Gangstas persistiu até que Smalls deixou a WXW e começou a lutar como Kimo. Ele então se uniu a Ekmo (Eddie Fatu) como The Island Boyz e a dupla trabalhou na Frontier Martial-Arts Wrestling (FMW) antes de assinar com a WWE e atuar em seus territórios de desenvolvimento.

### The Sons of Samoa
The Sons of Samoa são uma dupla que atualmente luta na promoção de wrestling porto-riquenha World Wrestling Council (WWC) e WXW. A equipe é composta por Afa Jr. e L.A. Smooth.
Formada na WXW em 1998, a dupla inicialmente atuou brevemente como um estável com Samu. Eles se reuniram em abril de 2009 em um show da WXW. Em 2013, começaram a lutar na promoção WWC em Porto Rico. No evento Euphoria 2013, perderam para Thunder e Lightning. Em 9 de fevereiro, conquistaram o Campeonato Mundial de Duplas da WWC ao derrotar Thunder e Lightning, mas perderam os títulos novamente para eles em 30 de março, no Camino a la Gloria. No entanto, conseguiram recuperar os títulos em 29 de junho de 2013, durante o Summer Madness.

### The Usos
The Usos (nascidos em 22 de agosto de 1985) são uma dupla de wrestling profissional samoana-americana composta pelos irmãos gêmeos Jey Uso e Jimmy Uso, que atuam na WWE. Eles foram três vezes campeões de duplas do Raw (durante seus dois primeiros reinados, o título era chamado de Campeonato de Duplas da WWE) e cinco vezes campeões de duplas do SmackDown, com seu quinto reinado sendo o mais longo da história do título e o maior reinado de duplas masculinas na WWE. Eles são a primeira dupla a detê-los simultaneamente como o Campeonato Indiscutível de Duplas da WWE. Anteriormente, tiveram Tamina Snuka como manager e foram por uma ocasião campeões de duplas da FCW.

### The Bloodline
The Bloodline é um grupo vilão de wrestling profissional que atua na WWE. O grupo era liderado por Roman Reigns, que foi o primeiro a deter simultaneamente o Campeonato da WWE e o Campeonato Universal da WWE como o Campeonato Universal Indiscutível da WWE. Também faz parte do grupo o primo de Reigns, Solo Sikoa, que é ex-campeão norte-americano do NXT. Os Usos (Jey e Jimmy Uso), que anteriormente detiveram o Campeonato Indiscutível de Duplas da WWE, deixaram o grupo, embora Jimmy tenha se juntado e depois sido removido novamente.
Em fevereiro de 2024, The Rock, considerado primo por Reigns através de irmãos de sangue ancestrais, se juntou ao grupo. Paul Heyman, que é o conselheiro especial de Reigns, também era membro do grupo. Em 12 de abril de 2024, Tama Tonga, filho adotivo de Haku, se juntou ao The Bloodline. Haku é considerado tio por The Rock. Em 4 de maio de 2024, Tonga Loa, filho de Haku, também se juntou ao grupo. No episódio do SmackDown em 21 de junho, Jacob Fatu, filho de Sam Fatu, estreou na WWE como membro do The Bloodline. Hikuleo, filho adotivo de Haku, lutou sua última luta pela NJPW em 9 de junho de 2024, e há relatos ligando-o à WWE no futuro.